# Segunda División de México 2019-20
La Temporada 2019-20 de la Liga Premier fue la LXX temporada de la Segunda División de México. 
La Liga Premier se divide en dos ligas: Serie A y Serie B. Cada liga jugó sus respectivos torneos en la temporada.
Como particularidad de esta edición, el 16 de marzo de 2020 se suspendió la fase regular de manera temporal como consecuencia de la Pandemia de COVID-19 en México, posteriormente, el 15 de abril se dio por finalizado el torneo regular de la competencia, esperando reanudarlo con las fases de liguilla. Finalmente, el 22 de mayo se dio por concluido el torneo quedando sin disputar la fase de liguilla, por lo que no hubo campeón ni subcampeón de la temporada.

## Temporada 2019-20 Serie A
La Temporada 2019-20 de la Serie A de México es el  44.º torneo de la competencia correspondiente a la LXX temporada de la Segunda División. La disputan 29 equipos (23 de ascenso, dos filiales de Liga MX y cuatro de Ascenso MX) divididos en dos grupos de 15 y 14 integrantes respectivamente, los cuatro mejores de cada sector se clasificarán a la liguilla por el título.
En esta temporada se incorporaron los clubes Atlético Bahía, Atlético de San Luis "B", Atlético Saltillo, Cafetaleros de Chiapas "B", Club Cañoneros Marina, Deportivo Cafessa Jalisco y Mineros de Fresnillo FC.
Por otro lado, dejaron de participar por diversos motivos: Cocodrilos de Tabasco y Tuxtla Fútbol Club. De igual manera, cinco equipos filiales de Liga MX fueron eliminados por sus respectivas directivas: América, Guadalajara, Morelia, Necaxa y Toluca.
Dos clubes congelaron su franquicia durante esta temporada: Real Zamora, que busca mejorar sus instalaciones deportivas y Pacific F. C., que buscará negociar una franquicia para competir en el Ascenso MX a partir de la temporada 2020-21.
Para la segunda vuelta del torneo, Albinegros de Orizaba fue desafiliado como consecuencia de la desafiliación del Club Deportivo Veracruz, por lo que el Grupo 2 será disputado por 13 equipos, quedando en total 28 integrantes en la Serie A.

### Equipos participantes

#### Grupo 1
| Equipo               | Entrenador              | Ciudad                         | Fundación      | Estadio                                | Capacidad | Filial                     |
| -------------------- | ----------------------- | ------------------------------ | -------------- | -------------------------------------- | --------- | -------------------------- |
| Atlético Bahía       | José Rizo               | San José del Valle, Nayarit    | 2019 (5 años)  | Ciudad Deportiva de San José del Valle | 4 000     |                            |
| Atlético Reynosa     | Gastón Obledo           | Reynosa, Tamaulipas            | 2017 (7 años)  | Reynosa                                | 20 000    |                            |
| Cimarrones "B"       | Mario López             | Hermosillo, Sonora             | 2015 (9 años)  | Héroe de Nacozari                      | 18 747    | Cimarrones de Sonora F. C. |
| Coras de Nayarit     | Marco Díaz              | Tepic, Nayarit                 | 1959 (65 años) | Nicolás Álvarez Ortega                 | 12 971    |                            |
| Durango              | Jaír Real               | Durango, Durango               | 1997 (28 años) | Francisco Zarco                        | 18 000    |                            |
| Gavilanes            | Lorenzo López           | Matamoros, Tamaulipas          | 2011 (13 años) | El Hogar                               | 22 000    |                            |
| Leones Negros "B"    | Sergio Díaz             | Zapopan, Jalisco               | 2013 (11 años) | Club Deportivo U. de G.                | 3 000     | Leones Negros UDG          |
| Mineros de Fresnillo | Joaquín Espinoza        | Fresnillo, Zacatecas           | 2007 (18 años) | Minera Fresnillo                       | 6 000     |                            |
| Murciélagos          | Valentín Arredondo      | Los Mochis, Sinaloa            | 2008 (17 años) | Centenario                             | 11 134    |                            |
| Saltillo             | Francisco Javier Gamboa | Saltillo, Coahuila             | 2019 (5 años)  | Olímpico Francisco I. Madero           | 7 000     |                            |
| Tecos                | Daniel Alcántar         | Zapopan, Jalisco               | 1971 (53 años) | Tres de Marzo                          | 18 779    |                            |
| Tepatitlán           | Francisco Ramírez       | Tepatitlán de Morelos, Jalisco | 1944 (81 años) | Gregorio "Tepa" Gómez                  | 10 000    |                            |
| UACH                 | José Kanahan            | Chihuahua, Chihuahua           | 2005 (20 años) | Olímpico UACH                          | 22 000    |                            |
| UAT                  | Arturo Chávez           | Ciudad Victoria, Tamaulipas    | 1995 (30 años) | Marte R. Gómez                         | 10 520    | C.F. Correcaminos UAT      |
| UAZ                  | Rubén Hernández         | Zacatecas, Zacatecas           | 1990 (35 años) | Carlos Vega Villalba                   | 20 737    |                            |

#### Grupo 2
| Equipo                     | Entrenador             | Ciudad                                       | Fundación       | Estadio                       | Capacidad | Filial                       |
| -------------------------- | ---------------------- | -------------------------------------------- | --------------- | ----------------------------- | --------- | ---------------------------- |
| Atlético de San Luis "B"   | Julio Servín           | Soledad de Graciano Sánchez, San Luis Potosí | 2019 (5 años)   | Unidad Deportiva 21 de Marzo  | 8 000     | Atlético de San Luis         |
| Atlético Irapuato          | Omar Arellano          | Irapuato, Guanajuato                         | 1911 (114 años) | Sergio León Chávez            | 30 000    |                              |
| Cafessa Jalisco            | Jaime Durán            | Zapopan, Jalisco                             | 2015 (9 años)   | Jalisco                       | 55 110    |                              |
| Cafetaleros de Chiapas "B" | Marco Valverde         | Tapachula, Chiapas                           | 2019 (5 años)   | Olímpico de Tapachula         | 21 010    | C. F. Cafetaleros de Chiapas |
| Cañoneros Marina           | José Gerardo Espinoza  | Ciudad de México                             | 2012 (13 años)  | Momoxco                       | 3 500     |                              |
| Cruz Azul Hidalgo          | Carlos Roberto Pérez   | Ciudad Cooperativa Cruz Azul, Hidalgo        | 1930 (95 años)  | 10 de diciembre               | 17 000    | Cruz Azul                    |
| Inter Playa                | Marco Antonio Palacios | Playa del Carmen, Quintana Roo               | 1999 (26 años)  | Mario Villanueva Madrid       | 7 500     |                              |
| La Piedad                  | Marco Rincón           | La Piedad, Michoacán                         | 1951 (73 años)  | Juan N. López                 | 13 356    |                              |
| Pioneros de Cancún         | Carlos Bracamontes     | Cancún, Quintana Roo                         | 1984 (40 años)  | Olímpico Andrés Quintana Roo  | 17 289    |                              |
| Sporting Canamy            | Gerardo Durón          | Oaxtepec, Morelos                            | 2003 (21 años)  | Centro Vacacional IMSS        | 9 000     |                              |
| Tlaxcala                   | Lorenzo Saez           | Nanacamilpa, Tlaxcala                        | 2014 (10 años)  | Unidad Deportiva José Brindis | 3 000     | C. F. Pachuca                |
| UNAM "B"                   | Carlos González        | Ciudad de México                             | 2015 (9 años)   | La Cantera                    | 2 000     | C. Universidad Nacional      |
| Yalmakan                   | Víctor Manuel Morales  | Chetumal, Quintana Roo                       | 2013 (11 años)  | José López Portillo           | 6 600     |                              |

## Temporada 2019-20 Serie B
La Temporada 2019-20 de la Serie B de México es el  44.º torneo de la competencia correspondiente a la LXX temporada de la Segunda División. La disputan 14 equipos, los ocho mejores de la tabla general se clasificarán a la liguilla por el título.
En esta temporada ingresaron cuatro clubes: Atlético San Francisco y Aguacateros CDU, como ascendidos de Tercera División, mientras que La Paz y Real Canamy Tlayacapan fueron integrados como equipos de expansión.
Dos clubes que habían congelado su franquicia regresaron al circuito: Chapulineros de Oaxaca y Deportivo Zitácuaro. Mientras que Deportivo Gladiadores se convirtió en Deportivo Dongu. Después de la confirmación de participantes, FC Potosino se había convertido en Petroleros de Salamanca, sin embargo, la federación no otorgó el aval para la participación del nuevo equipo, por lo que, finalmente esta franquicia fue congelada.
Por otro lado cuatro equipos desaparecieron de esta categoría: Celaya "B", Constructores de Gómez Palacio, Ocelotes UNACH y Sahuayo.

### Equipos participantes
| Equipo                   | Entrenador          | Ciudad                               | Fundación      | Estadio                               | Aforo  | Filial de            |
| ------------------------ | ------------------- | ------------------------------------ | -------------- | ------------------------------------- | ------ | -------------------- |
| Aguacateros CDU          | José Muñoz          | Uruapan, Michoacán                   | 2018 (6 años)  | Unidad Deportiva Hermanos López Rayón | 5 000  |                      |
| Atlético San Francisco   | Emanuell Alvarado   | San Francisco del Rincón, Guanajuato | 1966 (58 años) | Domingo Velázquez                     | 3 500  |                      |
| Cafessa                  | Paulo César Chávez  | Tlajomulco de Zúñiga, Jalisco        | 2015 (9 años)  | Unidad Deportiva Mariano Otero        | 3 000  | D. Cafessa Jalisco   |
| Calor                    | Pedro Muñoz         | Monclova, Coahuila                   | 2001 (24 años) | Ciudad Deportiva Nora Leticia Rocha   | 4 000  |                      |
| Chapulineros             | Jesús López Meneses | San Jerónimo Tlacochahuaya, Oaxaca   | 1983 (42 años) | Independiente MRCI                    | 5 000  |                      |
| Ciervos F.C.             | Pablo Robles        | Chalco, Estado de México             | 2017 (7 años)  | Arreola                               | 2 000  |                      |
| Cuautla                  | Carlos González     | Cuautla, Morelos                     | 1952 (73 años) | Isidro Gil Tapia                      | 5 000  |                      |
| Deportivo Chimalhuacán   | Edgar Jiménez       | Chimalhuacán, Estado de México       | 2011 (14 años) | Deportivo La Laguna                   | 5 000  |                      |
| Deportivo Dongu          | René Fuentes        | Cuautitlán, Estado de México         | 2019 (6 años)  | Los Pinos                             | 5 000  |                      |
| Dorados de Sinaloa "B"   | Marco Marroquín     | Navolato, Sinaloa                    | 2016 (8 años)  | Juventud                              | 2 000  | Dorados de Sinaloa   |
| La Paz                   | Omar Moreno         | La Paz, Baja California Sur          | 2019 (6 años)  | Guaycura                              | 5 000  |                      |
| Mineros de Zacatecas "B" | Esteban Vega        | Zacatecas, Zacatecas                 | 2015 (10 años) | Universitario Unidad Deportiva Norte  | 5 000  | Mineros de Zacatecas |
| Real Canamy              | Miguel Ángel Limón  | Oaxtepec, Morelos                    | 2019 (5 años)  | Centro Vacacional IMSS                | 9 000  | Sporting Canamy      |
| Zitácuaro                | Leonardo Pipino     | Heroica Zitácuaro, Michoacán         | 1995 (30 años) | Ignacio López Rayón                   | 10 000 |                      |